# イトラック
イトラック （Ytrac）は、フランス、オーヴェルニュ＝ローヌ＝アルプ地域圏、カンタル県のコミューン。

## 地理
イトラックはセール川およびオトル川が流れる中央高地にあり、オーリヤックと境界を接している。コミューンはル・ベ、エスピナ、イトラックという3つの異なる村から構成されている。

## 歴史
イトラック城は元々は防衛機能を備えた住居であった。15世紀に建てられた塔でその機能が強化された。後に城にはオート・オーヴェルニュの典型的な屋根（二階の屋根には天窓を備えた）が葺かれた。今日では美しく上品な城となっている。オーリヤックからの道が城に面していた。

## 人口統計
| 1962年 | 1968年 | 1975年 | 1982年 | 1990年 | 1999年 | 2006年 | 2011年 |
| ------ | ------ | ------ | ------ | ------ | ------ | ------ | ------ |
| 1259   | 1237   | 1643   | 2673   | 3367   | 3330   | 3718   | 3937   |

参照元:1999年までEHESS、2004年以降INSEE

## 環境
2010年から、コミューンにある2軒の食堂では100%オーガニックの食品が提供されている。イトラックでは、『化学的処理がされていない』というレベル3のラベルに見られるように、緑地の維持に使われる農薬使用ゼロをうたっている。2013年、フランスの生物多様性首都コンテストにおいて、イトラックはNATUREPARIF協会（エコロジー省と生物多様性条約執行事務局が後援）から『トンボ賞』を受賞した。
2014年9月初めより、食堂での100%オーガニック政策は破棄された。農薬の使用は一部のエリアに限って行われている。

## ゆかりの人物
- アントナン・マーニュ - イトラック出身の元自転車競技選手
- アルセーヌ・ヴェルメヌーズ - フランス語、オック語で発表したイトラック生まれの詩人。フェリブリージュに参加。